# 嘉山コマ
嘉山 コマ（かやま コマ、1984年〈昭和59年〉6月28日 - ）は、芸人グループ減力塾の塾長。嘉山流減力手術の創始者。吉本総合芸能学院（東京NSC11期）卒業。同期は、チョコレートプラネット、シソンヌ、エド・はるみ等。2006年吉本興業所属（東京本社）、2008年吉本興業との契約を解消。現在は、エンターテインメントエンジニア、ラジオパーソナリティ、illkAiteN名義で楽曲制作、DJとしても活動している。

## 経歴
神奈川県横浜市出身。14歳の頃からお笑いを研究し始め、当時、バラエティの裏番組も録画する為VHSのデッキを部屋に2台用意していた。部屋は歩けないほど、VHSテープで散らかっていた。
20歳（2004年）の時に来日したデヴィッド・ボウイの武道館ライブに行きたかったが、お金がなくチケットが買えず、当日ようやくお金を用意して武道館に行ったところチケットを売ってくれる男女がおり購入することが出来た。ライブ後チケットを売ってくれた男女と意気投合し居酒屋に行き、中野Studio twlでお笑いを主宰しているプロデューサーを紹介してもらいライブに出演が決まるが、当日の朝まで寝ずにネタを考えるが、なかなかネタが出来ずライブ会場を通り過ぎ、なぜか気がついた時には埼玉県の坂戸の駅にいた。結局、家にも帰らず1週間、坂戸でホームレス生活をする。
ライブを無断でキャンセル後、部屋に引きこもりひたすらネタを考え、精神が衰弱していく様子を母親が心配し吉本総合芸能学院に勝手に応募し、2005年にNSC11期として入学。入学後のネタ合宿で、組んだばかりの相方とお笑いトーナメントに参加し、20分で漫才ネタを作り、1回戦、2回戦、3回戦と勝ち進み決勝まで進むも、決勝でネタを飛ばし舞台上で相方とただ喧嘩をするだけとなり決勝敗退。ギャグトーナメントでも決勝まで残るがチョコレートプラネット長田と対決し敗れる。在学中、ネタで複数の選抜に選ばれるも「面白い奴は遅刻する」という美学を持っており、遅刻ばかりしていたところ選抜も降ろされ3度クビになる。クビになる度、丸坊主にし当時NSCのあった西大井駅周辺を早朝から掃除する事で復帰を果たしている。卒業後も次々と相方を変え、浜津隆之と解散した木場と日の丸ボーイズを結成する。その後、日の丸ボーイズを木場が脱退し、現在ぽんぽことして活躍するそえじまひできを迎え入れるが、解散する。
2006年にエンタの神様を見た嘉山は「もうテレビは終わる」と確信し、ビデオカメラを購入し芸人仲間と動画の撮影を始め、スティッカムなどでの配信も始める。まだ日本語にも対応していないYouTubeに将来性を感じ、吉本興業を退社する。2008年に投稿した動画が、当時、再生回数世界14位となる。2015年に投稿した心霊スポットでようかい体操を踊った動画が話題となり、心霊動画を何本かあげるも2018年には「質の悪いユーチュバーが増えた。これからもっと酷くなる」と発言し、動画投稿をやめる。2019年に群馬県の山奥に移住する。「今後は、もっとライブとか身近なエンタメで地方創生の時代」と発言した。

## 人物
- 流行は、文化を堕落させると考えている。
- 小学4年生からヒップホップのヘッズであるが、近年の日本語ラップは流行の中のファッションでありフェイクであると発言。
- 赤ちゃんの頃から、親にキャンプに連れていかれキャンプが好きになる。小学5年生の時にボーイスカウトでもない怪しげなレンジャーという民間のクラブに入るが、寝ないで夜通し山を歩く、子供だけで熊がいる山奥で1週間生活するなどを体験し、サバイバルスキルが磨かれたと語る。
- ほぼ毎年バイクで北海道ツーリングをするが、近年のキャンプブームで民度が落ちたと発言し、キャンプよりビジネスホテルに泊まる事が多くなる。
- 車、バイクなど乗り物が好きで、複数台所有している。個人的にショベルカーも購入。
- 中田カウス・ボタンの中田カウスにネタを見てもらった際に「君は、売れるか犯罪者になるかやね」と言われ、売れなかった為、後者になるのを危惧し山奥に移住したという説もある。
- 森田まさのり作べしゃり暮らしの中のキャラクターのモデルとして、森田まさのり本人の前で漫才をした。
- 杉作J太郎に「日の目を見ない西岡徳馬」とあだ名をつけられる[3]。